# Husk Power Systems

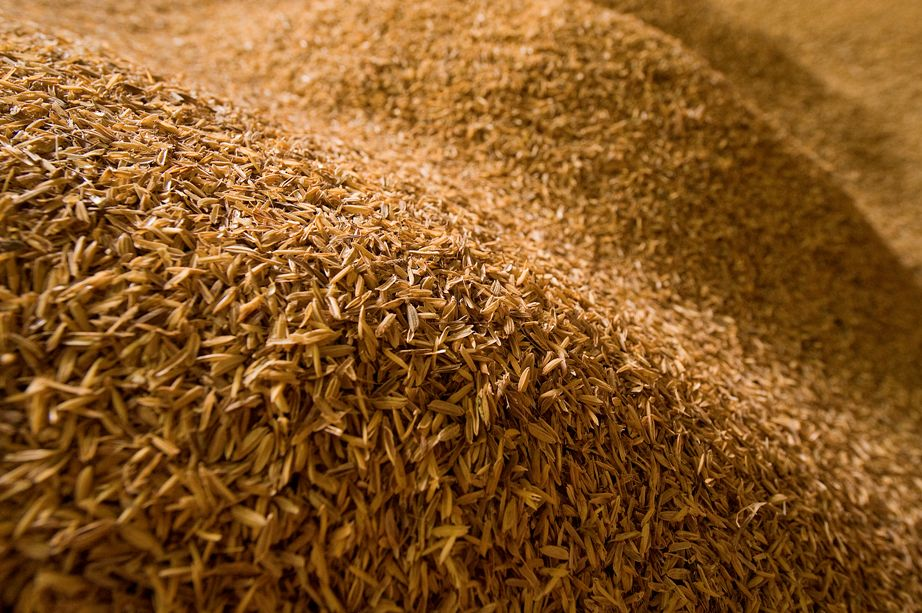
Рисовая шелуха

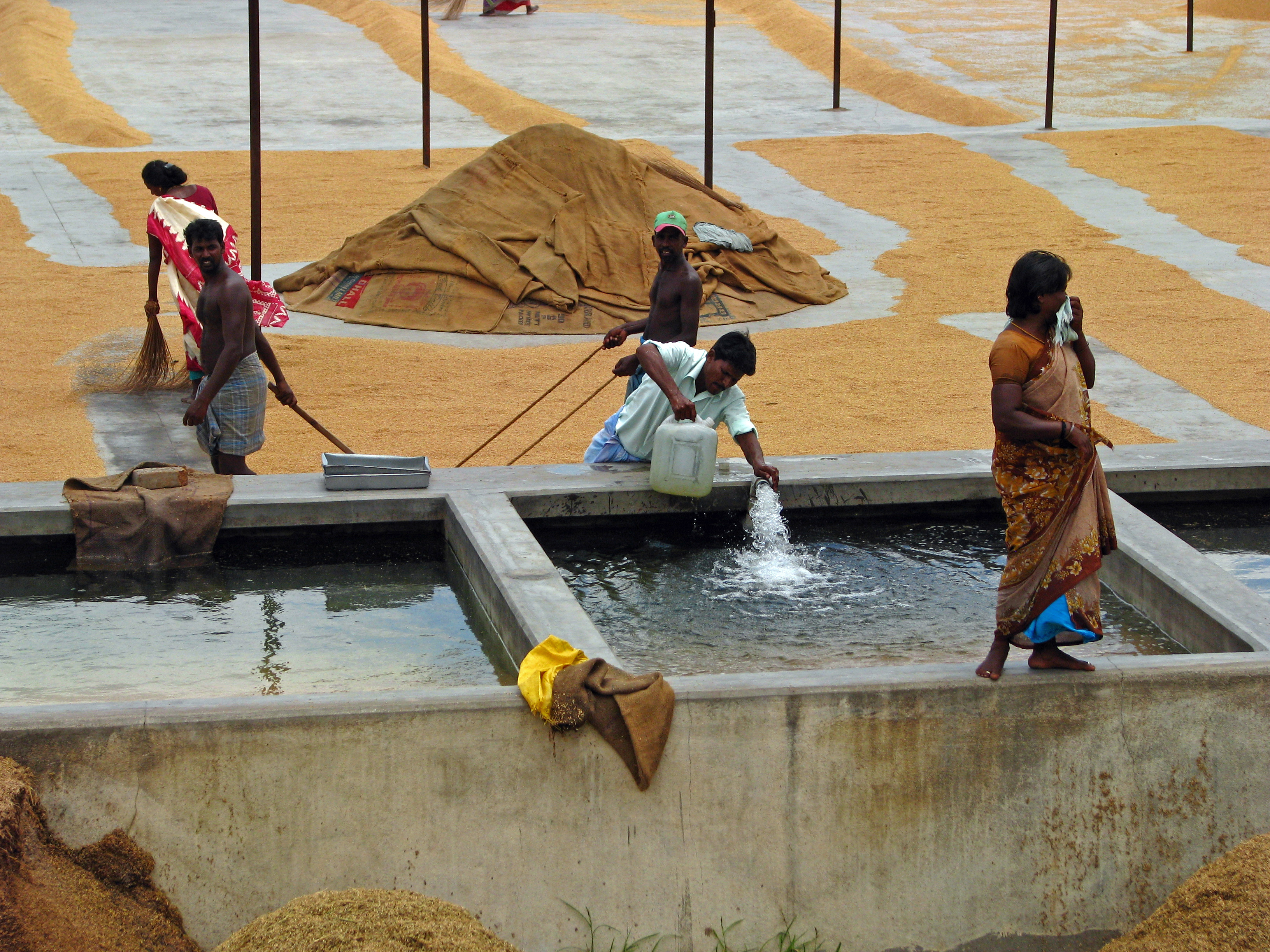
Очистка риса в Индии

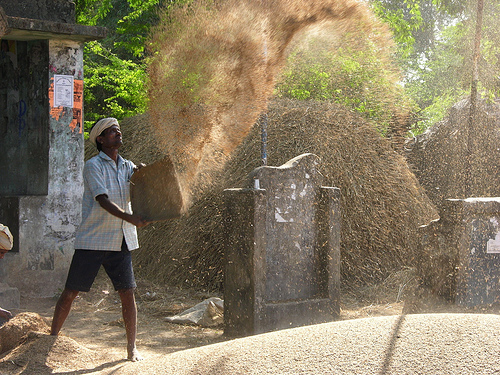
Очистка риса в Индии

Husk Power Systems — индийская энергетическая компания, производящая электроэнергию в сельской местности из рисовой шелухи, которую поставляют крестьянские хозяйства и рисоочистительные предприятия. Электроэнергия, вырабатываемая на разработанных компанией газогенераторах биомассы, продаётся в отсталые сельские области бедного штата Бихар. Husk Power Systems основана четырьмя соучредителями — индийцами Гианешем Пандеем, Маноджем Синха, Ратнешем Ядавом и американцем Чарльзом Ранслером.
Производя дешёвую электроэнергию из рисовой шелухи и создав независимую распределительную сеть, быстрорастущая компания Husk Power Systems таким образом способствует утилизации отходов сельского хозяйства, борется с частыми в Индии отключениями и предоставляет услуги семьям, которые не могут потратить на электричество более 2 долл. в месяц. Кроме того, Husk Power Systems обучает и нанимает местных бедняков, которые обслуживают установки и следят за тем, чтоб потребители не воровали электроэнергию (также через сеть своих служащих компания продаёт в розницу электролампочки и продукты первой необходимости, производит ароматические палочки, помогая беднякам получить дополнительный заработок).

## История
Руководитель компании Гианеш Пандей вырос в деревне без электричества и пережил притеснения из-за низкого кастового происхождения, однако смог получить хорошее образование в США и разбогатеть. Вернувшись в Бихар, Пандей и его друг Ядав начали эксперименты в области возобновляемых источников энергии и через несколько лет разработали газогенератор, который работал на рисовой шелухе (обычно её закапывали в ямы, где она гнила, вырабатывая метан). При сжигании 50 кг шелухи в час устройство вырабатывало 32 киловатта электроэнергии, достаточной для 500 деревенских домов.
Пандей и Ядав договорились с жителями деревни, что за 80 рупий в месяц (около 1,7 доллара) они предоставляют им электроэнергию, которой хватит на две экономные лампочки и неограниченную зарядку мобильного телефона в ночное время. Для большинства семей это оказалось более чем в два раза дешевле ежемесячной платы за керосин при более ярком освещении. Кроме того, керосиновые лампы коптили и создавали угрозу пожарам. За дополнительную плату крестьяне получали больше электричества, необходимого для бытовых электроприборов и водяных насосов, но основная масса клиентов Пандея и Ядава проживала в хижинах и довольствовалась одной лампочкой. Первый газогенератор был запущен в августе 2007 года.
Тем временем в США Синха и Ранслер разработали коммерчески успешную бизнес-модель энергетического бизнеса. Они вложили в дело свои призовые со студенческих соревнований и получили грант от Shell Foundation, благодаря чему в 2008 году компания установила ещё три газогенератора. В 2009 году Husk Power Systems получила значительные инвестиции и эксплуатировала уже 19 энергосистем, а в 2010 году утроила свои мощности. К началу 2011 года Husk Power Systems имела 65 энергоустановок, обслуживавших 30 тыс. домашних хозяйств, и устанавливала по два новых газогенератора в неделю.
Борясь с воровством электроэнергии, которое в Индии является национальной проблемой, Husk Power Systems ввела систему смарт-карт предварительной оплаты. Постепенно окупаемость одной электроустановки сократилась до 3 месяцев и компания вышла на уровень самоокупаемости. Недорогое электричество улучшило работу сельских магазинов и фермеров, использовавших электронасосы для орошения полей, что подняло экономику всего штата, дети получили возможность больше учиться, повысилась безопасность и сократились случаи укусов ядовитых змей, холодильники и вентиляторы обеспечили комфорт и санитарию.
На начало 2015 года Husk Power Systems запустила 84 электроустановки, которые обеспечивали электроэнергией свыше 200 тыс. человек в 300 деревнях. Совместно с Samta Samridhi Foundation и при поддержке банка HSBC Husk Power Systems открыла сеть «сельских энергетических университетов» для распространения своего опыта в других деревнях и штатах.